# Volta a Polònia 2019
La Volta a Polònia 2019 va ser la 76a edició de la cursa ciclista Volta a Polònia. La cursa es disputà entre el 3 i el 9 d'agost de 2019, sobre un recorregut de 1.036,2 km, distribuïts en set etapes. La cursa formava part de l'UCI World Tour 2019.
El vencedor final fou el rus Pavel Sivakov (Team Ineos). Jai Hindley (Team Sunweb) i Diego Ulissi (UAE Team Emirates) completaren el podi. Amb tot, la cursa va estar marcada per la mort del belga Bjorg Lambrecht durant la disputa de la tercera etapa.

## Equips
Vint-i-dos equips prenen part en aquesta edició: els 18 World Tour, que tenen l'obligació de participar-hi en ser una cursa de l'UCI World Tour, tres equips continentals professionals i un equip nacional polonès.
| WorldTeams (18)- AG2R La Mondiale - Astana - Bahrain-Merida - Bora-hansgrohe - CCC Team - Deceuninck-Quick Step - Dimension Data - EF Education First - Groupama-FDJ - Team Jumbo-Visma - Lotto Soudal - Mitchelton-Scott - Movistar Team - Katusha-Alpecin - Ineos - Team Sunweb - Trek-Segafredo - UAE Team Emirates Equips continentals professionals (3)- Team Novo Nordisk - Cofidis, Solutions Crédits - Gazprom-RusVelo Equip nacional- Polònia |
| |

## Etapes
| Etapa    | Data     | Ciutats d'etapa                           | type                    | Distància (km) | Vencedor de l'etapa | Líder de la general |
| -------- | -------- | ----------------------------------------- | ----------------------- | -------------- | ------------------- | ------------------- |
| 1a etapa | 3 de ago | Cracòvia – Cracòvia                       | etapa plana             | 132            | Pascal Ackermann    | Pascal Ackermann    |
| 2a etapa | 4 de ago | Tarnowskie Góry – Katowice                | etapa plana             | 153            | Luka Mezgec         | Pascal Ackermann    |
| 3a etapa | 5 de ago | Estadi de Silèsia – Zabrze                | etapa plana             | 150,5          | Pascal Ackermann    | Pascal Ackermann    |
| 4a etapa | 6 de ago | Jaworzno – Kocierz (Beskid Mały)          | etapa de muntanya       | 133,7          | etapa cancel·lada   | Pascal Ackermann    |
| 5a etapa | 7 de ago | Mines de sal de Wieliczka – Bielsko-Biała | etapa de mitja muntanya | 154            | Luka Mezgec         | Pascal Ackermann    |
| 6a etapa | 8 de ago | Zakopane – Kościelisko                    | etapa de muntanya       | 160            | Jonas Vingegaard    | Jonas Vingegaard    |
| 7a etapa | 9 de ago | Bukowina Tatrzańska – Bukowina Tatrzańska | etapa de muntanya       | 153            | Matej Mohorič       | Pàvel Sivakov       |

### 1a etapa
| \| Classificació de l'etapa \| Classificació de l'etapa \| Classificació de l'etapa \| Classificació de l'etapa \| Classificació de l'etapa \| \| Corredor \| Corredor \| Equip \| Temps \| \| \| ------------------------ \| ------------------------ \| ------------------------ \| ------------------------ \| ------------------------ \| \| 1r \| Pascal Ackermann \| Bora-Hansgrohe \| 2h 57' 58" \| \| \| 2n \| Fernando Gaviria Rendón \| UAE Team Emirates \| + 0" \| \| \| 3r \| Fabio Jakobsen \| Deceuninck-Quick Step \| + 0" \| \| \| 4t \| Max Walscheid \| Team Sunweb \| + 0" \| \| \| 5è \| Danny van Poppel \| Team Jumbo-Visma \| + 0" \| \| \| 6è \| Jakub Mareczko \| CCC Team \| + 0" \| \| \| 7è \| Sacha Modolo \| EF Education First \| + 0" \| \| \| 8è \| Paweł Franczak \| Polònia \| + 0" \| \| \| 9è \| John Degenkolb \| Trek-Segafredo \| + 0" \| \| \| 10è \| Luka Mezgec \| Mitchelton-Scott \| + 0" \| \| |                         |                       |            |
| |                         |                       |            |
| |                         |                       |            |
| Classificació de l'etapa |                         |                       |            |
| Corredor | Corredor                | Equip                 | Temps      |
| 1r | Pascal Ackermann        | Bora-Hansgrohe        | 2h 57' 58" |
| 2n | Fernando Gaviria Rendón | UAE Team Emirates     | + 0"       |
| 3r | Fabio Jakobsen          | Deceuninck-Quick Step | + 0"       |
| 4t | Max Walscheid           | Team Sunweb           | + 0"       |
| 5è | Danny van Poppel        | Team Jumbo-Visma      | + 0"       |
| 6è | Jakub Mareczko          | CCC Team              | + 0"       |
| 7è | Sacha Modolo            | EF Education First    | + 0"       |
| 8è | Paweł Franczak          | Polònia               | + 0"       |
| 9è | John Degenkolb          | Trek-Segafredo        | + 0"       |
| 10è | Luka Mezgec             | Mitchelton-Scott      | + 0"       |

| \| Classificació general \| Classificació general \| Classificació general \| Classificació general \| Classificació general \| \| Corredor \| Corredor \| Equip \| Temps \| \| \| --------------------- \| ----------------------- \| --------------------- \| --------------------- \| --------------------- \| \| 1r \| Pascal Ackermann \| Bora-Hansgrohe \| 2h 57' 48" \| \| \| 2n \| Jakub Kaczmarek \| Polònia \| + 3" \| \| \| 3r \| Fernando Gaviria Rendón \| UAE Team Emirates \| + 4" \| \| \| 4t \| Charles Planet \| Team Novo Nordisk \| + 4" \| \| \| 5è \| Fabio Jakobsen \| Deceuninck-Quick Step \| + 6" \| \| \| 6è \| Adrian Kurek \| Polònia \| + 7" \| \| \| 7è \| Matej Mohorič \| Bahrain-Merida \| + 9" \| \| \| 8è \| Quentin Jauregui \| AG2R La Mondiale \| + 9" \| \| \| 9è \| Max Walscheid \| Team Sunweb \| + 10" \| \| \| 10è \| Danny van Poppel \| Team Jumbo-Visma \| + 10" \| \| |                         |                       |            |
| |                         |                       |            |
| |                         |                       |            |
| Classificació general |                         |                       |            |
| Corredor | Corredor                | Equip                 | Temps      |
| 1r | Pascal Ackermann        | Bora-Hansgrohe        | 2h 57' 48" |
| 2n | Jakub Kaczmarek         | Polònia               | + 3"       |
| 3r | Fernando Gaviria Rendón | UAE Team Emirates     | + 4"       |
| 4t | Charles Planet          | Team Novo Nordisk     | + 4"       |
| 5è | Fabio Jakobsen          | Deceuninck-Quick Step | + 6"       |
| 6è | Adrian Kurek            | Polònia               | + 7"       |
| 7è | Matej Mohorič           | Bahrain-Merida        | + 9"       |
| 8è | Quentin Jauregui        | AG2R La Mondiale      | + 9"       |
| 9è | Max Walscheid           | Team Sunweb           | + 10"      |
| 10è | Danny van Poppel        | Team Jumbo-Visma      | + 10"      |

### 2a etapa
| \| Classificació de l'etapa \| Classificació de l'etapa \| Classificació de l'etapa \| Classificació de l'etapa \| Classificació de l'etapa \| \| Corredor \| Corredor \| Equip \| Temps \| \| \| ------------------------ \| ------------------------ \| ------------------------ \| ------------------------ \| ------------------------ \| \| 1r \| Luka Mezgec \| Mitchelton-Scott \| 3h 32' 42" \| \| \| 2n \| Fernando Gaviria Rendón \| UAE Team Emirates \| + 0" \| \| \| 3r \| Pascal Ackermann \| Bora-Hansgrohe \| + 0" \| \| \| 4t \| Danny van Poppel \| Team Jumbo-Visma \| + 0" \| \| \| 5è \| Marc Sarreau \| Groupama-FDJ \| + 0" \| \| \| 6è \| Max Walscheid \| Team Sunweb \| + 0" \| \| \| 7è \| Sacha Modolo \| EF Education First \| + 0" \| \| \| 8è \| Clément Venturini \| AG2R La Mondiale \| + 0" \| \| \| 9è \| Matej Mohorič \| Bahrain-Merida \| + 0" \| \| \| 10è \| Enzo Wouters \| Lotto-Soudal \| + 0" \| \| |                         |                    |            |
| |                         |                    |            |
| |                         |                    |            |
| Classificació de l'etapa |                         |                    |            |
| Corredor | Corredor                | Equip              | Temps      |
| 1r | Luka Mezgec             | Mitchelton-Scott   | 3h 32' 42" |
| 2n | Fernando Gaviria Rendón | UAE Team Emirates  | + 0"       |
| 3r | Pascal Ackermann        | Bora-Hansgrohe     | + 0"       |
| 4t | Danny van Poppel        | Team Jumbo-Visma   | + 0"       |
| 5è | Marc Sarreau            | Groupama-FDJ       | + 0"       |
| 6è | Max Walscheid           | Team Sunweb        | + 0"       |
| 7è | Sacha Modolo            | EF Education First | + 0"       |
| 8è | Clément Venturini       | AG2R La Mondiale   | + 0"       |
| 9è | Matej Mohorič           | Bahrain-Merida     | + 0"       |
| 10è | Enzo Wouters            | Lotto-Soudal       | + 0"       |

| \| Classificació general \| Classificació general \| Classificació general \| Classificació general \| Classificació general \| \| Corredor \| Corredor \| Equip \| Temps \| \| \| --------------------- \| ----------------------- \| --------------------- \| --------------------- \| --------------------- \| \| 1r \| Pascal Ackermann \| Bora-Hansgrohe \| 6h 30' 26" \| \| \| 2n \| Charles Planet \| Team Novo Nordisk \| + 1" \| \| \| 3r \| Fernando Gaviria Rendón \| UAE Team Emirates \| + 2" \| \| \| 4t \| Luka Mezgec \| Mitchelton-Scott \| + 4" \| \| \| 5è \| Paweł Franczak \| Polònia \| + 6" \| \| \| 6è \| Jakub Kaczmarek \| Polònia \| + 7" \| \| \| 7è \| Fabio Jakobsen \| Deceuninck-Quick Step \| + 10" \| \| \| 8è \| Ben Swift \| Team Ineos \| + 12" \| \| \| 9è \| Quentin Jauregui \| AG2R La Mondiale \| + 12" \| \| \| 10è \| Matej Mohorič \| Bahrain-Merida \| + 13" \| \| |                         |                       |            |
| |                         |                       |            |
| |                         |                       |            |
| Classificació general |                         |                       |            |
| Corredor | Corredor                | Equip                 | Temps      |
| 1r | Pascal Ackermann        | Bora-Hansgrohe        | 6h 30' 26" |
| 2n | Charles Planet          | Team Novo Nordisk     | + 1"       |
| 3r | Fernando Gaviria Rendón | UAE Team Emirates     | + 2"       |
| 4t | Luka Mezgec             | Mitchelton-Scott      | + 4"       |
| 5è | Paweł Franczak          | Polònia               | + 6"       |
| 6è | Jakub Kaczmarek         | Polònia               | + 7"       |
| 7è | Fabio Jakobsen          | Deceuninck-Quick Step | + 10"      |
| 8è | Ben Swift               | Team Ineos            | + 12"      |
| 9è | Quentin Jauregui        | AG2R La Mondiale      | + 12"      |
| 10è | Matej Mohorič           | Bahrain-Merida        | + 13"      |

### 3a etapa
| \| Classificació de l'etapa \| Classificació de l'etapa \| Classificació de l'etapa \| Classificació de l'etapa \| Classificació de l'etapa \| \| Corredor \| Corredor \| Equip \| Temps \| \| \| ------------------------ \| ------------------------ \| ------------------------ \| ------------------------ \| ------------------------ \| \| 1r \| Pascal Ackermann \| Bora-Hansgrohe \| 3h 29' 41" \| \| \| 2n \| Danny van Poppel \| Team Jumbo-Visma \| + 0" \| \| \| 3r \| Mads Pedersen \| Trek-Segafredo \| + 0" \| \| \| 4t \| John Degenkolb \| Trek-Segafredo \| + 0" \| \| \| 5è \| Max Walscheid \| Team Sunweb \| + 0" \| \| \| 6è \| Mark Cavendish \| Dimension Data \| + 0" \| \| \| 7è \| Marc Sarreau \| Groupama-FDJ \| + 0" \| \| \| 8è \| Andrea Peron \| Team Novo Nordisk \| + 0" \| \| \| 9è \| Fernando Gaviria Rendón \| UAE Team Emirates \| + 0" \| \| \| 10è \| Matej Mohorič \| Bahrain-Merida \| + 0" \| \| |                         |                   |            |
| |                         |                   |            |
| |                         |                   |            |
| Classificació de l'etapa |                         |                   |            |
| Corredor | Corredor                | Equip             | Temps      |
| 1r | Pascal Ackermann        | Bora-Hansgrohe    | 3h 29' 41" |
| 2n | Danny van Poppel        | Team Jumbo-Visma  | + 0"       |
| 3r | Mads Pedersen           | Trek-Segafredo    | + 0"       |
| 4t | John Degenkolb          | Trek-Segafredo    | + 0"       |
| 5è | Max Walscheid           | Team Sunweb       | + 0"       |
| 6è | Mark Cavendish          | Dimension Data    | + 0"       |
| 7è | Marc Sarreau            | Groupama-FDJ      | + 0"       |
| 8è | Andrea Peron            | Team Novo Nordisk | + 0"       |
| 9è | Fernando Gaviria Rendón | UAE Team Emirates | + 0"       |
| 10è | Matej Mohorič           | Bahrain-Merida    | + 0"       |

| \| Classificació general \| Classificació general \| Classificació general \| Classificació general \| Classificació general \| \| Corredor \| Corredor \| Equip \| Temps \| \| \| --------------------- \| ----------------------- \| --------------------- \| --------------------- \| --------------------- \| \| 1r \| Pascal Ackermann \| Bora-Hansgrohe \| 9h 59' 57" \| \| \| 2n \| Fernando Gaviria Rendón \| UAE Team Emirates \| + 12" \| \| \| 3r \| Luka Mezgec \| Mitchelton-Scott \| + 14" \| \| \| 4t \| Paweł Franczak \| Polònia \| + 16" \| \| \| 5è \| Jakub Kaczmarek \| Polònia \| + 17" \| \| \| 6è \| Danny van Poppel \| Team Jumbo-Visma \| + 18" \| \| \| 7è \| Fabio Jakobsen \| Deceuninck-Quick Step \| + 20" \| \| \| 8è \| Ben Swift \| Team Ineos \| + 22" \| \| \| 9è \| Quentin Jauregui \| AG2R La Mondiale \| + 22" \| \| \| 10è \| Matej Mohorič \| Bahrain-Merida \| + 23" \| \| |                         |                       |            |
| |                         |                       |            |
| |                         |                       |            |
| Classificació general |                         |                       |            |
| Corredor | Corredor                | Equip                 | Temps      |
| 1r | Pascal Ackermann        | Bora-Hansgrohe        | 9h 59' 57" |
| 2n | Fernando Gaviria Rendón | UAE Team Emirates     | + 12"      |
| 3r | Luka Mezgec             | Mitchelton-Scott      | + 14"      |
| 4t | Paweł Franczak          | Polònia               | + 16"      |
| 5è | Jakub Kaczmarek         | Polònia               | + 17"      |
| 6è | Danny van Poppel        | Team Jumbo-Visma      | + 18"      |
| 7è | Fabio Jakobsen          | Deceuninck-Quick Step | + 20"      |
| 8è | Ben Swift               | Team Ineos            | + 22"      |
| 9è | Quentin Jauregui        | AG2R La Mondiale      | + 22"      |
| 10è | Matej Mohorič           | Bahrain-Merida        | + 23"      |

### 4a etapa
La quarta etapa fou neutralitzada per l'organització com a homenatge per la mort de Bjorg Lambrecht.

### 5a etapa
| \| Classificació de l'etapa \| Classificació de l'etapa \| Classificació de l'etapa \| Classificació de l'etapa \| Classificació de l'etapa \| \| Corredor \| Corredor \| Equip \| Temps \| \| \| ------------------------ \| ------------------------ \| ------------------------ \| ------------------------ \| ------------------------ \| \| 1r \| Luka Mezgec \| Mitchelton-Scott \| 3h 49' 55" \| \| \| 2n \| Eduard Prades i Reverter \| Movistar Team \| + 0" \| \| \| 3r \| Ben Swift \| Team Ineos \| + 0" \| \| \| 4t \| Petr Vakoč \| Deceuninck-Quick Step \| + 0" \| \| \| 5è \| Pierre Latour \| AG2R La Mondiale \| + 0" \| \| \| 6è \| Rafał Majka \| Bora-Hansgrohe \| + 0" \| \| \| 7è \| Enrico Battaglin \| Katusha-Alpecin \| + 0" \| \| \| 8è \| Marc Sarreau \| Groupama-FDJ \| + 0" \| \| \| 9è \| Chris Hamilton \| Team Sunweb \| + 0" \| \| \| 10è \| Michael Gogl \| Trek-Segafredo \| + 0" \| \| |                          |                       |            |
| |                          |                       |            |
| |                          |                       |            |
| Classificació de l'etapa |                          |                       |            |
| Corredor | Corredor                 | Equip                 | Temps      |
| 1r | Luka Mezgec              | Mitchelton-Scott      | 3h 49' 55" |
| 2n | Eduard Prades i Reverter | Movistar Team         | + 0"       |
| 3r | Ben Swift                | Team Ineos            | + 0"       |
| 4t | Petr Vakoč               | Deceuninck-Quick Step | + 0"       |
| 5è | Pierre Latour            | AG2R La Mondiale      | + 0"       |
| 6è | Rafał Majka              | Bora-Hansgrohe        | + 0"       |
| 7è | Enrico Battaglin         | Katusha-Alpecin       | + 0"       |
| 8è | Marc Sarreau             | Groupama-FDJ          | + 0"       |
| 9è | Chris Hamilton           | Team Sunweb           | + 0"       |
| 10è | Michael Gogl             | Trek-Segafredo        | + 0"       |

| \| Classificació general \| Classificació general \| Classificació general \| Classificació general \| Classificació general \| \| Corredor \| Corredor \| Equip \| Temps \| \| \| --------------------- \| ------------------------ \| --------------------- \| --------------------- \| --------------------- \| \| 1r \| Pascal Ackermann \| Bora-Hansgrohe \| 18h 06' 30" \| \| \| 2n \| Luka Mezgec \| Mitchelton-Scott \| + 4" \| \| \| 3r \| Ben Swift \| Team Ineos \| + 16" \| \| \| 4t \| Eduard Prades i Reverter \| Movistar Team \| + 18" \| \| \| 5è \| Matej Mohorič \| Bahrain-Merida \| + 20" \| \| \| 6è \| Quentin Jauregui \| AG2R La Mondiale \| + 22" \| \| \| 7è \| Pierre Latour \| AG2R La Mondiale \| + 23" \| \| \| 8è \| Marc Sarreau \| Groupama-FDJ \| + 24" \| \| \| 9è \| Clément Venturini \| AG2R La Mondiale \| + 24" \| \| \| 10è \| Diego Ulissi \| UAE Team Emirates \| + 24" \| \| |                          |                   |             |
| |                          |                   |             |
| |                          |                   |             |
| Classificació general |                          |                   |             |
| Corredor | Corredor                 | Equip             | Temps       |
| 1r | Pascal Ackermann         | Bora-Hansgrohe    | 18h 06' 30" |
| 2n | Luka Mezgec              | Mitchelton-Scott  | + 4"        |
| 3r | Ben Swift                | Team Ineos        | + 16"       |
| 4t | Eduard Prades i Reverter | Movistar Team     | + 18"       |
| 5è | Matej Mohorič            | Bahrain-Merida    | + 20"       |
| 6è | Quentin Jauregui         | AG2R La Mondiale  | + 22"       |
| 7è | Pierre Latour            | AG2R La Mondiale  | + 23"       |
| 8è | Marc Sarreau             | Groupama-FDJ      | + 24"       |
| 9è | Clément Venturini        | AG2R La Mondiale  | + 24"       |
| 10è | Diego Ulissi             | UAE Team Emirates | + 24"       |

### 6a etapa
| \| Classificació de l'etapa \| Classificació de l'etapa \| Classificació de l'etapa \| Classificació de l'etapa \| Classificació de l'etapa \| \| Corredor \| Corredor \| Equip \| Temps \| \| \| ------------------------ \| ------------------------ \| ------------------------ \| ------------------------ \| ------------------------ \| \| 1r \| Jonas Vingegaard \| Team Jumbo-Visma \| 4h 07' 13" \| \| \| 2n \| Pàvel Sivakov \| Team Ineos \| + 0" \| \| \| 3r \| Jai Hindley \| Team Sunweb \| + 0" \| \| \| 4t \| Sergio Higuita García \| EF Education First \| + 8" \| \| \| 5è \| Rafał Majka \| Bora-Hansgrohe \| + 10" \| \| \| 6è \| Pierre Latour \| AG2R La Mondiale \| + 10" \| \| \| 7è \| Davide Formolo \| Bora-Hansgrohe \| + 10" \| \| \| 8è \| Tao Geoghegan Hart \| Team Ineos \| + 10" \| \| \| 9è \| Chris Hamilton \| Team Sunweb \| + 10" \| \| \| 10è \| Diego Ulissi \| UAE Team Emirates \| + 10" \| \| |                       |                    |            |
| |                       |                    |            |
| |                       |                    |            |
| Classificació de l'etapa |                       |                    |            |
| Corredor | Corredor              | Equip              | Temps      |
| 1r | Jonas Vingegaard      | Team Jumbo-Visma   | 4h 07' 13" |
| 2n | Pàvel Sivakov         | Team Ineos         | + 0"       |
| 3r | Jai Hindley           | Team Sunweb        | + 0"       |
| 4t | Sergio Higuita García | EF Education First | + 8"       |
| 5è | Rafał Majka           | Bora-Hansgrohe     | + 10"      |
| 6è | Pierre Latour         | AG2R La Mondiale   | + 10"      |
| 7è | Davide Formolo        | Bora-Hansgrohe     | + 10"      |
| 8è | Tao Geoghegan Hart    | Team Ineos         | + 10"      |
| 9è | Chris Hamilton        | Team Sunweb        | + 10"      |
| 10è | Diego Ulissi          | UAE Team Emirates  | + 10"      |

| \| Classificació general \| Classificació general \| Classificació general \| Classificació general \| Classificació general \| \| Corredor \| Corredor \| Equip \| Temps \| \| \| --------------------- \| --------------------- \| --------------------- \| --------------------- \| --------------------- \| \| 1r \| Jonas Vingegaard \| Team Jumbo-Visma \| 22h 13' 57" \| \| \| 2n \| Pàvel Sivakov \| Team Ineos \| + 4" \| \| \| 3r \| Jai Hindley \| Team Sunweb \| + 6" \| \| \| 4t \| Diego Ulissi \| UAE Team Emirates \| + 17" \| \| \| 5è \| Sergio Higuita García \| EF Education First \| + 18" \| \| \| 6è \| Pierre Latour \| AG2R La Mondiale \| + 19" \| \| \| 7è \| Davide Formolo \| Bora-Hansgrohe \| + 20" \| \| \| 8è \| Chris Hamilton \| Team Sunweb \| + 20" \| \| \| 9è \| Rafał Majka \| Bora-Hansgrohe \| + 20" \| \| \| 10è \| James Knox \| Deceuninck-Quick Step \| + 20" \| \| |                       |                       |             |
| |                       |                       |             |
| |                       |                       |             |
| Classificació general |                       |                       |             |
| Corredor | Corredor              | Equip                 | Temps       |
| 1r | Jonas Vingegaard      | Team Jumbo-Visma      | 22h 13' 57" |
| 2n | Pàvel Sivakov         | Team Ineos            | + 4"        |
| 3r | Jai Hindley           | Team Sunweb           | + 6"        |
| 4t | Diego Ulissi          | UAE Team Emirates     | + 17"       |
| 5è | Sergio Higuita García | EF Education First    | + 18"       |
| 6è | Pierre Latour         | AG2R La Mondiale      | + 19"       |
| 7è | Davide Formolo        | Bora-Hansgrohe        | + 20"       |
| 8è | Chris Hamilton        | Team Sunweb           | + 20"       |
| 9è | Rafał Majka           | Bora-Hansgrohe        | + 20"       |
| 10è | James Knox            | Deceuninck-Quick Step | + 20"       |

### 7a etapa
| \| Classificació de l'etapa \| Classificació de l'etapa \| Classificació de l'etapa \| Classificació de l'etapa \| Classificació de l'etapa \| \| Corredor \| Corredor \| Equip \| Temps \| \| \| ------------------------ \| ------------------------ \| ------------------------ \| ------------------------ \| ------------------------ \| \| 1r \| Matej Mohorič \| Bahrain-Merida \| 4h 04' 42" \| \| \| 2n \| Neilson Powless \| Team Jumbo-Visma \| + 55" \| \| \| 3r \| Gianluca Brambilla \| Trek-Segafredo \| + 1' 07" \| \| \| 4t \| Tsgabu Grmay \| Mitchelton-Scott \| + 1' 19" \| \| \| 5è \| Paweł Poljański \| Bora-Hansgrohe \| + 1' 32" \| \| \| 6è \| Daniel Navarro García \| Katusha-Alpecin \| + 1' 57" \| \| \| 7è \| Kilian Frankiny \| Groupama-FDJ \| + 1' 57" \| \| \| 8è \| Pierre Latour \| AG2R La Mondiale \| + 2' 15" \| \| \| 9è \| Sergio Higuita García \| EF Education First \| + 2' 15" \| \| \| 10è \| Diego Ulissi \| UAE Team Emirates \| + 2' 15" \| \| |                       |                    |            |
| |                       |                    |            |
| |                       |                    |            |
| Classificació de l'etapa |                       |                    |            |
| Corredor | Corredor              | Equip              | Temps      |
| 1r | Matej Mohorič         | Bahrain-Merida     | 4h 04' 42" |
| 2n | Neilson Powless       | Team Jumbo-Visma   | + 55"      |
| 3r | Gianluca Brambilla    | Trek-Segafredo     | + 1' 07"   |
| 4t | Tsgabu Grmay          | Mitchelton-Scott   | + 1' 19"   |
| 5è | Paweł Poljański       | Bora-Hansgrohe     | + 1' 32"   |
| 6è | Daniel Navarro García | Katusha-Alpecin    | + 1' 57"   |
| 7è | Kilian Frankiny       | Groupama-FDJ       | + 1' 57"   |
| 8è | Pierre Latour         | AG2R La Mondiale   | + 2' 15"   |
| 9è | Sergio Higuita García | EF Education First | + 2' 15"   |
| 10è | Diego Ulissi          | UAE Team Emirates  | + 2' 15"   |

## Classificacions finals

### Classificació general
| \| Classificació general \| Classificació general \| Classificació general \| Classificació general \| Classificació general \| \| Corredor \| Corredor \| Equip \| Temps \| \| \| --------------------- \| --------------------- \| --------------------- \| --------------------- \| --------------------- \| \| 1r \| Pàvel Sivakov \| Team Ineos \| 26h 20' 58" \| \| \| 2n \| Jai Hindley \| Team Sunweb \| + 2" \| \| \| 3r \| Diego Ulissi \| UAE Team Emirates \| + 12" \| \| \| 4t \| Sergio Higuita García \| EF Education First \| + 14" \| \| \| 5è \| Tao Geoghegan Hart \| Team Ineos \| + 14" \| \| \| 6è \| Pierre Latour \| AG2R La Mondiale \| + 15" \| \| \| 7è \| Davide Formolo \| Bora-Hansgrohe \| + 16" \| \| \| 8è \| Chris Hamilton \| Team Sunweb \| + 16" \| \| \| 9è \| Rafał Majka \| Bora-Hansgrohe \| + 16" \| \| \| 10è \| James Knox \| Deceuninck-Quick Step \| + 16" \| \| |                       |                       |             |
| |                       |                       |             |
| Font: ProCyclingStats |                       |                       |             |
| Classificació general |                       |                       |             |
| Corredor | Corredor              | Equip                 | Temps       |
| 1r | Pàvel Sivakov         | Team Ineos            | 26h 20' 58" |
| 2n | Jai Hindley           | Team Sunweb           | + 2"        |
| 3r | Diego Ulissi          | UAE Team Emirates     | + 12"       |
| 4t | Sergio Higuita García | EF Education First    | + 14"       |
| 5è | Tao Geoghegan Hart    | Team Ineos            | + 14"       |
| 6è | Pierre Latour         | AG2R La Mondiale      | + 15"       |
| 7è | Davide Formolo        | Bora-Hansgrohe        | + 16"       |
| 8è | Chris Hamilton        | Team Sunweb           | + 16"       |
| 9è | Rafał Majka           | Bora-Hansgrohe        | + 16"       |
| 10è | James Knox            | Deceuninck-Quick Step | + 16"       |

### Classificacions secundàries
| Classificació dels esprints | Classificació dels esprints | Classificació dels esprints | Classificació dels esprints | Classificació dels esprints |
| Corredor                    | Corredor                    | Equip                       | Punts                       |                             |
| --------------------------- | --------------------------- | --------------------------- | --------------------------- | --------------------------- |
| 1r                          | Marc Sarreau                | Groupama-FDJ                | 53 pts                      |                             |
| 2n                          | Fernando Gaviria Rendón     | UAE Team Emirates           | 50 pts                      |                             |
| 3r                          | Pierre Latour               | AG2R La Mondiale            | 44 pts                      |                             |
| 4t                          | Matej Mohorič               | Bahrain-Merida              | 43 pts                      |                             |
| 5è                          | John Degenkolb              | Trek-Segafredo              | 39 pts                      |                             |
| 6è                          | Rafał Majka                 | Bora-Hansgrohe              | 38 pts                      |                             |
| 7è                          | Diego Ulissi                | UAE Team Emirates           | 36 pts                      |                             |
| 8è                          | Clément Venturini           | AG2R La Mondiale            | 34 pts                      |                             |
| 9è                          | Davide Formolo              | Bora-Hansgrohe              | 32 pts                      |                             |
| 10è                         | Sergio Higuita García       | EF Education First          | 29 pts                      |                             |

| Classificació dels esprints | Classificació dels esprints | Classificació dels esprints | Classificació dels esprints | Classificació dels esprints |
| Corredor                    | Corredor                    | Equip                       | Punts                       |                             |
| --------------------------- | --------------------------- | --------------------------- | --------------------------- | --------------------------- |
| 1r                          | Marc Sarreau                | Groupama-FDJ                | 53 pts                      |                             |
| 2n                          | Fernando Gaviria Rendón     | UAE Team Emirates           | 50 pts                      |                             |
| 3r                          | Pierre Latour               | AG2R La Mondiale            | 44 pts                      |                             |
| 4t                          | Matej Mohorič               | Bahrain-Merida              | 43 pts                      |                             |
| 5è                          | John Degenkolb              | Trek-Segafredo              | 39 pts                      |                             |
| 6è                          | Rafał Majka                 | Bora-Hansgrohe              | 38 pts                      |                             |
| 7è                          | Diego Ulissi                | UAE Team Emirates           | 36 pts                      |                             |
| 8è                          | Clément Venturini           | AG2R La Mondiale            | 34 pts                      |                             |
| 9è                          | Davide Formolo              | Bora-Hansgrohe              | 32 pts                      |                             |
| 10è                         | Sergio Higuita García       | EF Education First          | 29 pts                      |                             |

| Classificació de la muntanya | Classificació de la muntanya | Classificació de la muntanya | Classificació de la muntanya | Classificació de la muntanya |
| Corredor                     | Corredor                     | Equip                        | Punts                        |                              |
| ---------------------------- | ---------------------------- | ---------------------------- | ---------------------------- | ---------------------------- |
| 1r                           | Simon Geschke                | CCC Team                     | 60 pts                       |                              |
| 2n                           | Tomasz Marczyński            | Lotto-Soudal                 | 57 pts                       |                              |
| 3r                           | Matej Mohorič                | Bahrain-Merida               | 35 pts                       |                              |
| 4t                           | Carl Fredrik Hagen           | Lotto-Soudal                 | 31 pts                       |                              |
| 5è                           | Geoffrey Bouchard            | AG2R La Mondiale             | 22 pts                       |                              |
| 6è                           | Merhawi Kudus                | Astana                       | 14 pts                       |                              |
| 7è                           | Jonas Vingegaard             | Team Jumbo-Visma             | 14 pts                       |                              |
| 8è                           | Davide Formolo               | Bora-Hansgrohe               | 12 pts                       |                              |
| 9è                           | Jai Hindley                  | Team Sunweb                  | 10 pts                       |                              |
| 10è                          | Matteo Fabbro                | Katusha-Alpecin              | 10 pts                       |                              |

| Classificació de la muntanya | Classificació de la muntanya | Classificació de la muntanya | Classificació de la muntanya | Classificació de la muntanya |
| Corredor                     | Corredor                     | Equip                        | Punts                        |                              |
| ---------------------------- | ---------------------------- | ---------------------------- | ---------------------------- | ---------------------------- |
| 1r                           | Simon Geschke                | CCC Team                     | 60 pts                       |                              |
| 2n                           | Tomasz Marczyński            | Lotto-Soudal                 | 57 pts                       |                              |
| 3r                           | Matej Mohorič                | Bahrain-Merida               | 35 pts                       |                              |
| 4t                           | Carl Fredrik Hagen           | Lotto-Soudal                 | 31 pts                       |                              |
| 5è                           | Geoffrey Bouchard            | AG2R La Mondiale             | 22 pts                       |                              |
| 6è                           | Merhawi Kudus                | Astana                       | 14 pts                       |                              |
| 7è                           | Jonas Vingegaard             | Team Jumbo-Visma             | 14 pts                       |                              |
| 8è                           | Davide Formolo               | Bora-Hansgrohe               | 12 pts                       |                              |
| 9è                           | Jai Hindley                  | Team Sunweb                  | 10 pts                       |                              |
| 10è                          | Matteo Fabbro                | Katusha-Alpecin              | 10 pts                       |                              |

| Classificació de la combativitat | Classificació de la combativitat | Classificació de la combativitat | Classificació de la combativitat | Classificació de la combativitat |
| Corredor                         | Corredor                         | Equip                            | Punts                            |                                  |
| -------------------------------- | -------------------------------- | -------------------------------- | -------------------------------- | -------------------------------- |
| 1r                               | Charles Planet                   | Team Novo Nordisk                | 19 pts                           |                                  |
| 2n                               | Matej Mohorič                    | Bahrain-Merida                   | 15 pts                           |                                  |
| 3r                               | Petr Vakoč                       | Deceuninck-Quick Step            | 7 pts                            |                                  |
| 4t                               | Diego Ulissi                     | UAE Team Emirates                | 4 pts                            |                                  |
| 5è                               | Carl Fredrik Hagen               | Lotto-Soudal                     | 4 pts                            |                                  |
| 6è                               | Ben Swift                        | Team Ineos                       | 4 pts                            |                                  |
| 7è                               | Geoffrey Bouchard                | AG2R La Mondiale                 | 4 pts                            |                                  |
| 8è                               | Tao Geoghegan Hart               | Team Ineos                       | 2 pts                            |                                  |
| 9è                               | Szymon Rekita                    | Polònia                          | 2 pts                            |                                  |
| 10è                              | Quentin Jauregui                 | AG2R La Mondiale                 | 2 pts                            |                                  |

| Classificació de la combativitat | Classificació de la combativitat | Classificació de la combativitat | Classificació de la combativitat | Classificació de la combativitat |
| Corredor                         | Corredor                         | Equip                            | Punts                            |                                  |
| -------------------------------- | -------------------------------- | -------------------------------- | -------------------------------- | -------------------------------- |
| 1r                               | Charles Planet                   | Team Novo Nordisk                | 19 pts                           |                                  |
| 2n                               | Matej Mohorič                    | Bahrain-Merida                   | 15 pts                           |                                  |
| 3r                               | Petr Vakoč                       | Deceuninck-Quick Step            | 7 pts                            |                                  |
| 4t                               | Diego Ulissi                     | UAE Team Emirates                | 4 pts                            |                                  |
| 5è                               | Carl Fredrik Hagen               | Lotto-Soudal                     | 4 pts                            |                                  |
| 6è                               | Ben Swift                        | Team Ineos                       | 4 pts                            |                                  |
| 7è                               | Geoffrey Bouchard                | AG2R La Mondiale                 | 4 pts                            |                                  |
| 8è                               | Tao Geoghegan Hart               | Team Ineos                       | 2 pts                            |                                  |
| 9è                               | Szymon Rekita                    | Polònia                          | 2 pts                            |                                  |
| 10è                              | Quentin Jauregui                 | AG2R La Mondiale                 | 2 pts                            |                                  |

| Classificació per equips | Classificació per equips | Classificació per equips | Classificació per equips |
| Equip                    | Equip                    | Temps                    |                          |
| ------------------------ | ------------------------ | ------------------------ | ------------------------ |
| 1r                       | Ineos                    | 79h 07' 11"              |                          |
| 2n                       | Team Sunweb              | + 11"                    |                          |
| 3r                       | Mitchelton-Scott         | + 4' 09"                 |                          |
| 4t                       | Team Jumbo-Visma         | + 10' 59"                |                          |
| 5è                       | Bora-hansgrohe           | + 11' 10"                |                          |
| 6è                       | EF Education First       | + 17' 16"                |                          |
| 7è                       | Astana                   | + 18' 24"                |                          |
| 8è                       | AG2R La Mondiale         | + 26' 28"                |                          |
| 9è                       | Bahrain-Merida           | + 26' 57"                |                          |
| 10è                      | UAE Team Emirates        | + 30' 03"                |                          |

| Classificació per equips | Classificació per equips | Classificació per equips | Classificació per equips |
| Equip                    | Equip                    | Temps                    |                          |
| ------------------------ | ------------------------ | ------------------------ | ------------------------ |
| 1r                       | Ineos                    | 79h 07' 11"              |                          |
| 2n                       | Team Sunweb              | + 11"                    |                          |
| 3r                       | Mitchelton-Scott         | + 4' 09"                 |                          |
| 4t                       | Team Jumbo-Visma         | + 10' 59"                |                          |
| 5è                       | Bora-hansgrohe           | + 11' 10"                |                          |
| 6è                       | EF Education First       | + 17' 16"                |                          |
| 7è                       | Astana                   | + 18' 24"                |                          |
| 8è                       | AG2R La Mondiale         | + 26' 28"                |                          |
| 9è                       | Bahrain-Merida           | + 26' 57"                |                          |
| 10è                      | UAE Team Emirates        | + 30' 03"                |                          |

## Evolució de les classificacions
| Etapa                  | Vencedor               | Classificació general Żółta koszulka Skandia | Classificació per punts Klasyfikacja sprinterska Hyundai | Classificació de la muntanya Klasyfikacja górska Tauron | Classificació de les metes volants Klasyfikacja najaktywniejszych | Millor polonès Najlepszy Polak | Classificació per equips Klasyfikacja drużynowa |
| ---------------------- | ---------------------- | -------------------------------------------- | -------------------------------------------------------- | ------------------------------------------------------- | ----------------------------------------------------------------- | ------------------------------ | ----------------------------------------------- |
| 1                      | Pascal Ackermann       | Pascal Ackermann                             | Pascal Ackermann                                         | Charles Planet                                          | Jakub Kaczmarek                                                   | Jakub Kaczmarek                | UAE Team Emirates                               |
| 2                      | Luka Mezgec            | Pascal Ackermann                             | Pascal Ackermann                                         | Charles Planet                                          | Charles Planet                                                    | Paweł Franczak                 | Bora-Hansgrohe                                  |
| 3                      | Pascal Ackermann       | Pascal Ackermann                             | Pascal Ackermann                                         | Charles Planet                                          | Charles Planet                                                    | Paweł Franczak                 | Bora-Hansgrohe                                  |
| 4                      | etapa neutralitzada    | Pascal Ackermann                             | Pascal Ackermann                                         | Charles Planet                                          | Charles Planet                                                    | Paweł Franczak                 | Bora-Hansgrohe                                  |
| 5                      | Luka Mezgec            | Pascal Ackermann                             | Pascal Ackermann                                         | Rodrigo Contreras                                       | Charles Planet                                                    | Rafał Majka                    | Bora-Hansgrohe                                  |
| 6                      | Jonas Vingegaard       | Jonas Vingegaard                             | Marc Sarreau                                             | Tomasz Marczyński                                       | Charles Planet                                                    | Rafał Majka                    | Ineos                                           |
| 7                      | Matej Mohorič          | Pavel Sivakov                                | Marc Sarreau                                             | Simon Geschke                                           | Charles Planet                                                    | Rafał Majka                    | Ineos                                           |
| Classificacions finals | Classificacions finals | Pavel Sivakov                                | Marc Sarreau                                             | Simon Geschke                                           | Charles Planet                                                    | Rafał Majka                    | Ineos                                           |

## Llista de participants
| Team Ineos INS | Team Ineos INS           | Team Ineos INS |
| -------------- | ------------------------ | -------------- |
| Núm            | Ciclista                 | Pos            |
| 1              | Owain Doull (GBR)        | 51è            |
| 2              | Tao Geoghegan Hart (GBR) | 5è             |
| 3              | Michał Gołaś (POL)       | 67è            |
| 4              | Vassil Kirienka (BLR)    | 84è            |
| 5              | Salvatore Puccio (ITA)   | 57è            |
| 6              | Pàvel Sivakov (RUS)      | 1r             |
| 7              | Ben Swift (GBR) (ruta)   | 24è            |

| Deceuninck-Quick Step DQT | Deceuninck-Quick Step DQT   | Deceuninck-Quick Step DQT |
| ------------------------- | --------------------------- | ------------------------- |
| Núm                       | Ciclista                    | Pos                       |
| 11                        | Rémi Cavagna (FRA)          | 82è                       |
| 12                        | Fabio Jakobsen (NED) (ruta) | DNF-7                     |
| 13                        | Bob Jungels (LUX) (ruta)    | 58è                       |
| 14                        | James Knox (GBR)            | 10è                       |
| 15                        | Fabio Sabatini (ITA)        | NP-7                      |
| 16                        | Pieter Serry (BEL)          | 87è                       |
| 17                        | Petr Vakoč (CZE)            | 31è                       |

| Bora-Hansgrohe BOH | Bora-Hansgrohe BOH          | Bora-Hansgrohe BOH |
| ------------------ | --------------------------- | ------------------ |
| Núm                | Ciclista                    | Pos                |
| 21                 | Pascal Ackermann (GER)      | DNF-6              |
| 22                 | Cesare Benedetti (ITA)      | 69è                |
| 23                 | Maciej Bodnar (POL)         | 109è               |
| 24                 | Davide Formolo (ITA) (ruta) | 7è                 |
| 25                 | Rafał Majka (POL)           | 9è                 |
| 26                 | Paweł Poljański (POL)       | 54è                |
| 27                 | Rüdiger Selig (GER)         | DNF-6              |

| Team Jumbo-Visma TJV | Team Jumbo-Visma TJV     | Team Jumbo-Visma TJV |
| -------------------- | ------------------------ | -------------------- |
| Núm                  | Ciclista                 | Pos                  |
| 31                   | Lennard Hofstede (NED)   | 73è                  |
| 32                   | Robert Gesink (NED)      | 36è                  |
| 33                   | Neilson Powless (USA)    | 28è                  |
| 34                   | Antwan Tolhoek (NED)     | 13è                  |
| 35                   | Taco van der Hoorn (NED) | 103è                 |
| 36                   | Danny van Poppel (NED)   | DNF-7                |
| 37                   | Jonas Vingegaard (DEN)   | 26è                  |

| Astana AST | Astana AST                      | Astana AST |
| ---------- | ------------------------------- | ---------- |
| Núm        | Ciclista                        | Pos        |
| 41         | Dario Cataldo (ITA)             | 72è        |
| 42         | Rodrigo Contreras (COL)         | 76è        |
| 43         | Jan Hirt (CZE)                  | 80è        |
| 44         | Ion Izagirre Insausti (ESP)     | 11è        |
| 45         | Merhawi Kudus (ERI)             | 23è        |
| 46         | Miguel Ángel López Moreno (COL) | 40è        |
| 47         | Nikita Stalnow (KAZ)            | 81è        |

| UAE Team Emirates UAD | UAE Team Emirates UAD         | UAE Team Emirates UAD |
| --------------------- | ----------------------------- | --------------------- |
| Núm                   | Ciclista                      | Pos                   |
| 51                    | Simone Consonni (ITA)         | DNF-7                 |
| 52                    | Valerio Conti (ITA)           | 49è                   |
| 53                    | Fernando Gaviria Rendón (COL) | 89è                   |
| 54                    | Manuele Mori (ITA)            | 79è                   |
| 55                    | Edward Ravasi (ITA)           | 53è                   |
| 56                    | Simone Petilli (ITA)          | 46è                   |
| 57                    | Diego Ulissi (ITA)            | 3r                    |

| Movistar Team MOV | Movistar Team MOV              | Movistar Team MOV |
| ----------------- | ------------------------------ | ----------------- |
| Núm               | Ciclista                       | Pos               |
| 61                | Winner Anacona Gómez (COL)     | 48è               |
| 62                | Carlos Betancur Gómez (COL)    | 41è               |
| 63                | Rubén Fernández Andújar (ESP)  | 39è               |
| 64                | Eduard Prades i Reverter (ESP) | 34è               |
| 65                | José Joaquín Rojas Gil (ESP)   | 65è               |
| 66                | Eduardo Sepúlveda (ARG)        | 74è               |
| 67                | Rafael Valls Ferri (ESP)       | 38è               |

| Bahrain-Merida TBM | Bahrain-Merida TBM        | Bahrain-Merida TBM |
| ------------------ | ------------------------- | ------------------ |
| Núm                | Ciclista                  | Pos                |
| 71                 | Feng Chun-kai             | DNF-7              |
| 72                 | Matej Mohorič (SLO)       | 27è                |
| 73                 | Domen Novak (SLO) (ruta)  | DNF-6              |
| 74                 | Hermann Pernsteiner (AUT) | 44è                |
| 75                 | Luka Pibernik (SLO)       | 91è                |
| 76                 | Domenico Pozzovivo (ITA)  | 12è                |
| 77                 | Jan Tratnik (SLO)         | 96è                |

| Groupama-FDJ GFC | Groupama-FDJ GFC      | Groupama-FDJ GFC |
| ---------------- | --------------------- | ---------------- |
| Núm              | Ciclista              | Pos              |
| 81               | Bruno Armirail (FRA)  | 106è             |
| 82               | Mickaël Delage (FRA)  | DNF-7            |
| 83               | Kilian Frankiny (SUI) | 33è              |
| 84               | Marc Sarreau (FRA)    | 77è              |
| 85               | Romain Seigle (FRA)   | 43è              |
| 86               | Benjamin Thomas (FRA) | 90è              |
| 87               | Léo Vincent (FRA)     | DNF-5            |

| Team Sunweb SUN | Team Sunweb SUN              | Team Sunweb SUN |
| --------------- | ---------------------------- | --------------- |
| Núm             | Ciclista                     | Pos             |
| 91              | Asbjørn Kragh Andersen (DEN) | DNF-6           |
| 92              | Chris Hamilton (AUS)         | 8è              |
| 93              | Jai Hindley (AUS)            | 2n              |
| 94              | Robert Power (AUS)           | 95è             |
| 95              | Max Kanter (GER)             | DNF-6           |
| 96              | Michael Storer (AUS)         | 20è             |
| 97              | Max Walscheid (GER)          | DNF-7           |

| Mitchelton-Scott MTS | Mitchelton-Scott MTS        | Mitchelton-Scott MTS |
| -------------------- | --------------------------- | -------------------- |
| Núm                  | Ciclista                    | Pos                  |
| 101                  | Sam Bewley (NZL)            | DNF-6                |
| 102                  | Alexander Edmondson (AUS)   | 97è                  |
| 103                  | Tsgabu Grmay (ETH)          | 22è                  |
| 104                  | Damien Howson (AUS)         | 35è                  |
| 105                  | Luka Mezgec (SLO)           | DNF-6                |
| 106                  | Mikel Nieve Iturralde (ESP) | 16è                  |
| 107                  | Nick Schultz (AUS)          | 25è                  |

| EF Education First EF1 | EF Education First EF1      | EF Education First EF1 |
| ---------------------- | --------------------------- | ---------------------- |
| Núm                    | Ciclista                    | Pos                    |
| 111                    | Sacha Modolo (ITA)          | DNF-6                  |
| 112                    | Nathan Brown (USA)          | 21è                    |
| 113                    | Sergio Higuita García (COL) | 4t                     |
| 114                    | Sean Bennett (USA)          | 98è                    |
| 115                    | Logan Owen (USA)            | DNF-7                  |
| 116                    | Julius van den Berg (NED)   | 108è                   |
| 117                    | Luis Villalobos (MEX)       | 59è                    |

| Trek-Segafredo TFS | Trek-Segafredo TFS       | Trek-Segafredo TFS |
| ------------------ | ------------------------ | ------------------ |
| Núm                | Ciclista                 | Pos                |
| 121                | Fumiyuki Beppu (JPN)     | DNF-6              |
| 122                | Gianluca Brambilla (ITA) | 30è                |
| 123                | Nicola Conci (ITA)       | 17è                |
| 124                | John Degenkolb (GER)     | 94è                |
| 125                | Michael Gogl (AUT)       | 66è                |
| 126                | Mads Pedersen (DEN)      | DNF-7              |

| AG2R La Mondiale ALM | AG2R La Mondiale ALM    | AG2R La Mondiale ALM |
| -------------------- | ----------------------- | -------------------- |
| Núm                  | Ciclista                | Pos                  |
| 131                  | Geoffrey Bouchard (FRA) | 29è                  |
| 132                  | Clément Chevrier (FRA)  | 52è                  |
| 133                  | Silvan Dillier (SUI)    | DNF-7                |
| 134                  | Alexandre Geniez (FRA)  | DNF-6                |
| 135                  | Quentin Jauregui (FRA)  | 61è                  |
| 136                  | Pierre Latour (FRA)     | 6è                   |
| 137                  | Clément Venturini (FRA) | 64è                  |

| Lotto-Soudal LTS | Lotto-Soudal LTS         | Lotto-Soudal LTS |
| ---------------- | ------------------------ | ---------------- |
| Núm              | Ciclista                 | Pos              |
| 141              | Sander Armée (BEL)       | 47è              |
| 142              | Carl Fredrik Hagen (NOR) | 18è              |
| 143              | Bjorg Lambrecht (BEL)    | DNF-3            |
| 144              | Tomasz Marczyński (POL)  | 62è              |
| 145              | Harm Vanhoucke (BEL)     | 88è              |
| 146              | Jelle Wallays (BEL)      | DNF-6            |
| 147              | Enzo Wouters (BEL)       | DNF-6            |

| CCC Team CCC | CCC Team CCC         | CCC Team CCC |
| ------------ | -------------------- | ------------ |
| Núm          | Ciclista             | Pos          |
| 151          | Amaro Antunes (POR)  | 75è          |
| 152          | Simon Geschke (GER)  | 19è          |
| 153          | Kamil Gradek (POL)   | 85è          |
| 154          | Jakub Mareczko (ITA) | NP-6         |
| 155          | Łukasz Owsian (POL)  | 42è          |
| 156          | Serge Pauwels (BEL)  | 63è          |
| 157          | Paweł Bernas (POL)   | 100è         |

| Katusha-Alpecin TKA | Katusha-Alpecin TKA         | Katusha-Alpecin TKA |
| ------------------- | --------------------------- | ------------------- |
| Núm                 | Ciclista                    | Pos                 |
| 161                 | Enrico Battaglin (ITA)      | 92è                 |
| 162                 | Matteo Fabbro (ITA)         | 14è                 |
| 163                 | Reto Hollenstein (SUI)      | 102è                |
| 164                 | Pàvel Koixetkov (RUS)       | 55è                 |
| 165                 | Daniel Navarro García (ESP) | 32è                 |
| 166                 | Simon Špilak (SLO)          | DNF-6               |
| 167                 | Dmitri Strakhov (RUS)       | DNF-7               |

| Dimension Data TDD | Dimension Data TDD      | Dimension Data TDD |
| ------------------ | ----------------------- | ------------------ |
| Núm                | Ciclista                | Pos                |
| 171                | Mark Cavendish (GBR)    | NP-6               |
| 172                | Stefan de Bod (RSA)     | 86è                |
| 173                | Bernhard Eisel (AUT)    | DNF-6              |
| 174                | Enrico Gasparotto (ITA) | 37è                |
| 175                | Gino Mäder (SUI)        | NP-5               |
| 176                | Ben O'Connor (AUS)      | 71è                |
| 177                | Jacobus Venter (RSA)    | 104è               |

| Polònia POL | Polònia POL      | Polònia POL |
| ----------- | ---------------- | ----------- |
| Núm         | Ciclista         | Pos         |
| 181         | Paweł Cieślik    | 83è         |
| 182         | Paweł Franczak   | DNF-7       |
| 183         | Jakub Kaczmarek  | DNF-7       |
| 184         | Adrian Kurek     | DNF-6       |
| 185         | Maciej Paterski  | 101è        |
| 186         | Szymon Rekita    | 50è         |
| 187         | Marek Rutkiewicz | 60è         |

| Cofidis, Solutions Crédits COF | Cofidis, Solutions Crédits COF    | Cofidis, Solutions Crédits COF |
| ------------------------------ | --------------------------------- | ------------------------------ |
| Núm                            | Ciclista                          | Pos                            |
| 191                            | John Darwin Atapuma Hurtado (COL) | DNF-7                          |
| 192                            | Nicolas Edet (FRA)                | 15è                            |
| 193                            | Filippo Fortin (ITA)              | DNF-1                          |
| 194                            | Jesper Hansen (DEN)               | DNF-7                          |
| 195                            | José Herrada López (ESP)          | 70è                            |
| 196                            | Mathias Le Turnier (FRA)          | 68è                            |
| 197                            | Luis Ángel Maté Mardones (ESP)    | DNF-1                          |

| Gazprom-RusVelo GAZ | Gazprom-RusVelo GAZ            | Gazprom-RusVelo GAZ |
| ------------------- | ------------------------------ | ------------------- |
| Núm                 | Ciclista                       | Pos                 |
| 201                 | Ildar Arslànov (RUS)           | DNF-6               |
| 202                 | Nicolai Cherkasov (RUS)        | 56è                 |
| 203                 | Ivan Rovni (RUS)               | 45è                 |
| 204                 | Ievgueni Xalunov (RUS)         | 93è                 |
| 205                 | Serguei Xílov (RUS)            | DNF-6               |
| 206                 | Mamir Staix (RUS)              | DNF-6               |
| 207                 | Aleksandr Vlàssov (RUS) (ruta) | DNF-3               |

| Team Novo Nordisk TNN | Team Novo Nordisk TNN   | Team Novo Nordisk TNN |
| --------------------- | ----------------------- | --------------------- |
| Núm                   | Ciclista                | Pos                   |
| 211                   | Sam Brand (GBR)         | 105è                  |
| 212                   | Joonas Henttala (FIN)   | DNF-6                 |
| 213                   | Brian Kamstra (NED)     | DNF-6                 |
| 214                   | Péter Kusztor (HUN)     | 78è                   |
| 215                   | David Lozano Riba (ESP) | 99è                   |
| 216                   | Andrea Peron (ITA)      | 107è                  |
| 217                   | Charles Planet (FRA)    | 110è                  |

| Team Ineos INS | Team Ineos INS           | Team Ineos INS |
| -------------- | ------------------------ | -------------- |
| Núm            | Ciclista                 | Pos            |
| 1              | Owain Doull (GBR)        | 51è            |
| 2              | Tao Geoghegan Hart (GBR) | 5è             |
| 3              | Michał Gołaś (POL)       | 67è            |
| 4              | Vassil Kirienka (BLR)    | 84è            |
| 5              | Salvatore Puccio (ITA)   | 57è            |
| 6              | Pàvel Sivakov (RUS)      | 1r             |
| 7              | Ben Swift (GBR) (ruta)   | 24è            |

| Deceuninck-Quick Step DQT | Deceuninck-Quick Step DQT   | Deceuninck-Quick Step DQT |
| ------------------------- | --------------------------- | ------------------------- |
| Núm                       | Ciclista                    | Pos                       |
| 11                        | Rémi Cavagna (FRA)          | 82è                       |
| 12                        | Fabio Jakobsen (NED) (ruta) | DNF-7                     |
| 13                        | Bob Jungels (LUX) (ruta)    | 58è                       |
| 14                        | James Knox (GBR)            | 10è                       |
| 15                        | Fabio Sabatini (ITA)        | NP-7                      |
| 16                        | Pieter Serry (BEL)          | 87è                       |
| 17                        | Petr Vakoč (CZE)            | 31è                       |

| Bora-Hansgrohe BOH | Bora-Hansgrohe BOH          | Bora-Hansgrohe BOH |
| ------------------ | --------------------------- | ------------------ |
| Núm                | Ciclista                    | Pos                |
| 21                 | Pascal Ackermann (GER)      | DNF-6              |
| 22                 | Cesare Benedetti (ITA)      | 69è                |
| 23                 | Maciej Bodnar (POL)         | 109è               |
| 24                 | Davide Formolo (ITA) (ruta) | 7è                 |
| 25                 | Rafał Majka (POL)           | 9è                 |
| 26                 | Paweł Poljański (POL)       | 54è                |
| 27                 | Rüdiger Selig (GER)         | DNF-6              |

| Team Jumbo-Visma TJV | Team Jumbo-Visma TJV     | Team Jumbo-Visma TJV |
| -------------------- | ------------------------ | -------------------- |
| Núm                  | Ciclista                 | Pos                  |
| 31                   | Lennard Hofstede (NED)   | 73è                  |
| 32                   | Robert Gesink (NED)      | 36è                  |
| 33                   | Neilson Powless (USA)    | 28è                  |
| 34                   | Antwan Tolhoek (NED)     | 13è                  |
| 35                   | Taco van der Hoorn (NED) | 103è                 |
| 36                   | Danny van Poppel (NED)   | DNF-7                |
| 37                   | Jonas Vingegaard (DEN)   | 26è                  |

| Astana AST | Astana AST                      | Astana AST |
| ---------- | ------------------------------- | ---------- |
| Núm        | Ciclista                        | Pos        |
| 41         | Dario Cataldo (ITA)             | 72è        |
| 42         | Rodrigo Contreras (COL)         | 76è        |
| 43         | Jan Hirt (CZE)                  | 80è        |
| 44         | Ion Izagirre Insausti (ESP)     | 11è        |
| 45         | Merhawi Kudus (ERI)             | 23è        |
| 46         | Miguel Ángel López Moreno (COL) | 40è        |
| 47         | Nikita Stalnow (KAZ)            | 81è        |

| UAE Team Emirates UAD | UAE Team Emirates UAD         | UAE Team Emirates UAD |
| --------------------- | ----------------------------- | --------------------- |
| Núm                   | Ciclista                      | Pos                   |
| 51                    | Simone Consonni (ITA)         | DNF-7                 |
| 52                    | Valerio Conti (ITA)           | 49è                   |
| 53                    | Fernando Gaviria Rendón (COL) | 89è                   |
| 54                    | Manuele Mori (ITA)            | 79è                   |
| 55                    | Edward Ravasi (ITA)           | 53è                   |
| 56                    | Simone Petilli (ITA)          | 46è                   |
| 57                    | Diego Ulissi (ITA)            | 3r                    |

| Movistar Team MOV | Movistar Team MOV              | Movistar Team MOV |
| ----------------- | ------------------------------ | ----------------- |
| Núm               | Ciclista                       | Pos               |
| 61                | Winner Anacona Gómez (COL)     | 48è               |
| 62                | Carlos Betancur Gómez (COL)    | 41è               |
| 63                | Rubén Fernández Andújar (ESP)  | 39è               |
| 64                | Eduard Prades i Reverter (ESP) | 34è               |
| 65                | José Joaquín Rojas Gil (ESP)   | 65è               |
| 66                | Eduardo Sepúlveda (ARG)        | 74è               |
| 67                | Rafael Valls Ferri (ESP)       | 38è               |

| Bahrain-Merida TBM | Bahrain-Merida TBM        | Bahrain-Merida TBM |
| ------------------ | ------------------------- | ------------------ |
| Núm                | Ciclista                  | Pos                |
| 71                 | Feng Chun-kai             | DNF-7              |
| 72                 | Matej Mohorič (SLO)       | 27è                |
| 73                 | Domen Novak (SLO) (ruta)  | DNF-6              |
| 74                 | Hermann Pernsteiner (AUT) | 44è                |
| 75                 | Luka Pibernik (SLO)       | 91è                |
| 76                 | Domenico Pozzovivo (ITA)  | 12è                |
| 77                 | Jan Tratnik (SLO)         | 96è                |

| Groupama-FDJ GFC | Groupama-FDJ GFC      | Groupama-FDJ GFC |
| ---------------- | --------------------- | ---------------- |
| Núm              | Ciclista              | Pos              |
| 81               | Bruno Armirail (FRA)  | 106è             |
| 82               | Mickaël Delage (FRA)  | DNF-7            |
| 83               | Kilian Frankiny (SUI) | 33è              |
| 84               | Marc Sarreau (FRA)    | 77è              |
| 85               | Romain Seigle (FRA)   | 43è              |
| 86               | Benjamin Thomas (FRA) | 90è              |
| 87               | Léo Vincent (FRA)     | DNF-5            |

| Team Sunweb SUN | Team Sunweb SUN              | Team Sunweb SUN |
| --------------- | ---------------------------- | --------------- |
| Núm             | Ciclista                     | Pos             |
| 91              | Asbjørn Kragh Andersen (DEN) | DNF-6           |
| 92              | Chris Hamilton (AUS)         | 8è              |
| 93              | Jai Hindley (AUS)            | 2n              |
| 94              | Robert Power (AUS)           | 95è             |
| 95              | Max Kanter (GER)             | DNF-6           |
| 96              | Michael Storer (AUS)         | 20è             |
| 97              | Max Walscheid (GER)          | DNF-7           |

| Mitchelton-Scott MTS | Mitchelton-Scott MTS        | Mitchelton-Scott MTS |
| -------------------- | --------------------------- | -------------------- |
| Núm                  | Ciclista                    | Pos                  |
| 101                  | Sam Bewley (NZL)            | DNF-6                |
| 102                  | Alexander Edmondson (AUS)   | 97è                  |
| 103                  | Tsgabu Grmay (ETH)          | 22è                  |
| 104                  | Damien Howson (AUS)         | 35è                  |
| 105                  | Luka Mezgec (SLO)           | DNF-6                |
| 106                  | Mikel Nieve Iturralde (ESP) | 16è                  |
| 107                  | Nick Schultz (AUS)          | 25è                  |

| EF Education First EF1 | EF Education First EF1      | EF Education First EF1 |
| ---------------------- | --------------------------- | ---------------------- |
| Núm                    | Ciclista                    | Pos                    |
| 111                    | Sacha Modolo (ITA)          | DNF-6                  |
| 112                    | Nathan Brown (USA)          | 21è                    |
| 113                    | Sergio Higuita García (COL) | 4t                     |
| 114                    | Sean Bennett (USA)          | 98è                    |
| 115                    | Logan Owen (USA)            | DNF-7                  |
| 116                    | Julius van den Berg (NED)   | 108è                   |
| 117                    | Luis Villalobos (MEX)       | 59è                    |

| Trek-Segafredo TFS | Trek-Segafredo TFS       | Trek-Segafredo TFS |
| ------------------ | ------------------------ | ------------------ |
| Núm                | Ciclista                 | Pos                |
| 121                | Fumiyuki Beppu (JPN)     | DNF-6              |
| 122                | Gianluca Brambilla (ITA) | 30è                |
| 123                | Nicola Conci (ITA)       | 17è                |
| 124                | John Degenkolb (GER)     | 94è                |
| 125                | Michael Gogl (AUT)       | 66è                |
| 126                | Mads Pedersen (DEN)      | DNF-7              |

| AG2R La Mondiale ALM | AG2R La Mondiale ALM    | AG2R La Mondiale ALM |
| -------------------- | ----------------------- | -------------------- |
| Núm                  | Ciclista                | Pos                  |
| 131                  | Geoffrey Bouchard (FRA) | 29è                  |
| 132                  | Clément Chevrier (FRA)  | 52è                  |
| 133                  | Silvan Dillier (SUI)    | DNF-7                |
| 134                  | Alexandre Geniez (FRA)  | DNF-6                |
| 135                  | Quentin Jauregui (FRA)  | 61è                  |
| 136                  | Pierre Latour (FRA)     | 6è                   |
| 137                  | Clément Venturini (FRA) | 64è                  |

| Lotto-Soudal LTS | Lotto-Soudal LTS         | Lotto-Soudal LTS |
| ---------------- | ------------------------ | ---------------- |
| Núm              | Ciclista                 | Pos              |
| 141              | Sander Armée (BEL)       | 47è              |
| 142              | Carl Fredrik Hagen (NOR) | 18è              |
| 143              | Bjorg Lambrecht (BEL)    | DNF-3            |
| 144              | Tomasz Marczyński (POL)  | 62è              |
| 145              | Harm Vanhoucke (BEL)     | 88è              |
| 146              | Jelle Wallays (BEL)      | DNF-6            |
| 147              | Enzo Wouters (BEL)       | DNF-6            |

| CCC Team CCC | CCC Team CCC         | CCC Team CCC |
| ------------ | -------------------- | ------------ |
| Núm          | Ciclista             | Pos          |
| 151          | Amaro Antunes (POR)  | 75è          |
| 152          | Simon Geschke (GER)  | 19è          |
| 153          | Kamil Gradek (POL)   | 85è          |
| 154          | Jakub Mareczko (ITA) | NP-6         |
| 155          | Łukasz Owsian (POL)  | 42è          |
| 156          | Serge Pauwels (BEL)  | 63è          |
| 157          | Paweł Bernas (POL)   | 100è         |

| Katusha-Alpecin TKA | Katusha-Alpecin TKA         | Katusha-Alpecin TKA |
| ------------------- | --------------------------- | ------------------- |
| Núm                 | Ciclista                    | Pos                 |
| 161                 | Enrico Battaglin (ITA)      | 92è                 |
| 162                 | Matteo Fabbro (ITA)         | 14è                 |
| 163                 | Reto Hollenstein (SUI)      | 102è                |
| 164                 | Pàvel Koixetkov (RUS)       | 55è                 |
| 165                 | Daniel Navarro García (ESP) | 32è                 |
| 166                 | Simon Špilak (SLO)          | DNF-6               |
| 167                 | Dmitri Strakhov (RUS)       | DNF-7               |

| Dimension Data TDD | Dimension Data TDD      | Dimension Data TDD |
| ------------------ | ----------------------- | ------------------ |
| Núm                | Ciclista                | Pos                |
| 171                | Mark Cavendish (GBR)    | NP-6               |
| 172                | Stefan de Bod (RSA)     | 86è                |
| 173                | Bernhard Eisel (AUT)    | DNF-6              |
| 174                | Enrico Gasparotto (ITA) | 37è                |
| 175                | Gino Mäder (SUI)        | NP-5               |
| 176                | Ben O'Connor (AUS)      | 71è                |
| 177                | Jacobus Venter (RSA)    | 104è               |

| Polònia POL | Polònia POL      | Polònia POL |
| ----------- | ---------------- | ----------- |
| Núm         | Ciclista         | Pos         |
| 181         | Paweł Cieślik    | 83è         |
| 182         | Paweł Franczak   | DNF-7       |
| 183         | Jakub Kaczmarek  | DNF-7       |
| 184         | Adrian Kurek     | DNF-6       |
| 185         | Maciej Paterski  | 101è        |
| 186         | Szymon Rekita    | 50è         |
| 187         | Marek Rutkiewicz | 60è         |

| Cofidis, Solutions Crédits COF | Cofidis, Solutions Crédits COF    | Cofidis, Solutions Crédits COF |
| ------------------------------ | --------------------------------- | ------------------------------ |
| Núm                            | Ciclista                          | Pos                            |
| 191                            | John Darwin Atapuma Hurtado (COL) | DNF-7                          |
| 192                            | Nicolas Edet (FRA)                | 15è                            |
| 193                            | Filippo Fortin (ITA)              | DNF-1                          |
| 194                            | Jesper Hansen (DEN)               | DNF-7                          |
| 195                            | José Herrada López (ESP)          | 70è                            |
| 196                            | Mathias Le Turnier (FRA)          | 68è                            |
| 197                            | Luis Ángel Maté Mardones (ESP)    | DNF-1                          |

| Gazprom-RusVelo GAZ | Gazprom-RusVelo GAZ            | Gazprom-RusVelo GAZ |
| ------------------- | ------------------------------ | ------------------- |
| Núm                 | Ciclista                       | Pos                 |
| 201                 | Ildar Arslànov (RUS)           | DNF-6               |
| 202                 | Nicolai Cherkasov (RUS)        | 56è                 |
| 203                 | Ivan Rovni (RUS)               | 45è                 |
| 204                 | Ievgueni Xalunov (RUS)         | 93è                 |
| 205                 | Serguei Xílov (RUS)            | DNF-6               |
| 206                 | Mamir Staix (RUS)              | DNF-6               |
| 207                 | Aleksandr Vlàssov (RUS) (ruta) | DNF-3               |

| Team Novo Nordisk TNN | Team Novo Nordisk TNN   | Team Novo Nordisk TNN |
| --------------------- | ----------------------- | --------------------- |
| Núm                   | Ciclista                | Pos                   |
| 211                   | Sam Brand (GBR)         | 105è                  |
| 212                   | Joonas Henttala (FIN)   | DNF-6                 |
| 213                   | Brian Kamstra (NED)     | DNF-6                 |
| 214                   | Péter Kusztor (HUN)     | 78è                   |
| 215                   | David Lozano Riba (ESP) | 99è                   |
| 216                   | Andrea Peron (ITA)      | 107è                  |
| 217                   | Charles Planet (FRA)    | 110è                  |